# Восковец, Иржи
Иржи Восковец (чеш. Jiří Voskovec, при рождении Ваксман (чеш. Jiří Wachsmann); в США — Джордж Восковец, англ. George Voskovec; 19 июня 1905 года, Сазава — 1 июля 1981 года, Пирблоссом, Калифорния) — чешский и американский актёр, драматург и сценарист, известный участием в комедийном дуэте с Яном Верихом.

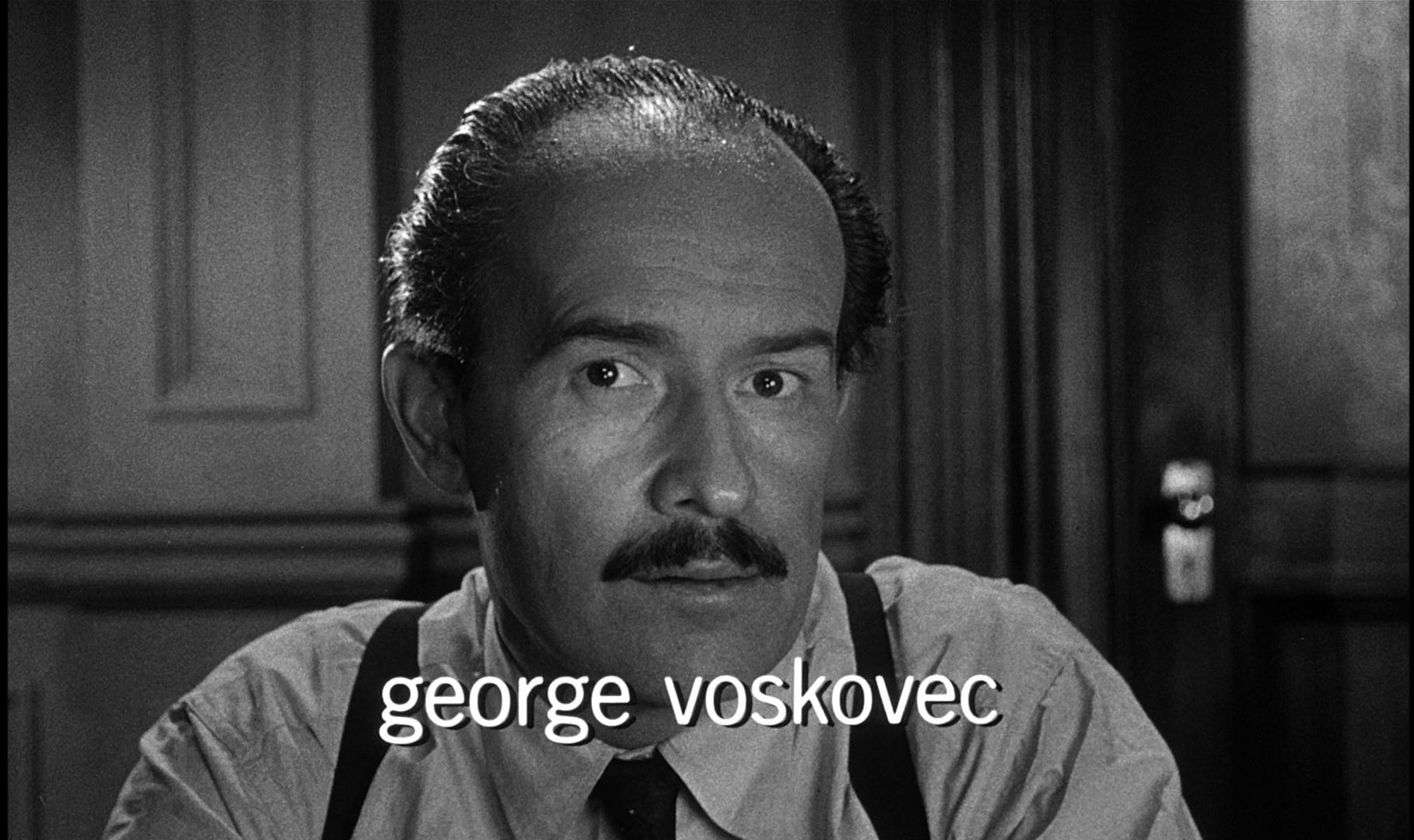
Jiří "George" Voskovec (1957)

## Биография
Учился в одной из пражских гимназий, где познакомился с будущим партнёром Яном Верихом и выиграл стипендию на обучение в лицее Карно во французском Дижоне. Там Восковец учился с 1921 по 1924 год и активно изучал современную культурную жизнь и в особенности цирковое искусство. Ещё в 1921 году он опубликовал в гимназическом журнале статью о футуризме, первую в Чехословакии, затем напечатав также ряд литературных произведений. 
В 1926 году в пражском Освобождённом театре, ставшем их основной сценической площадкой, возник сценический дуэт Восковца и Вериха «V + W». Они работали в жанре сатирического музыкального ревю, отличавшегося левой и крайне антифашистской направленностью, резкой критикой социальных проблем. Их персонажами часто были клоуны, ведущие помимо сценического действия активный диалог с залом, творчество содержало значительные элементы дадаистской стилистики. В то же время некоторые из работ Вериха и Восковца были основаны на сюжетах известных пьес, в том числе Нестроя, Лабиша и Флетчера. Ряд их шоу был перенесён Мартином Фричем на киноэкран либо стал основой для самостоятельных лент в той же стилистике. Самыми известными среди этих пяти фильмов стали «Эй-хо!» (Hej rup!, 1934) и «Мир принадлежит нам» (Svět patří nám, 1937).
После захвата Чехословакии нацистской Германией в 1938 году Верих и Восковец вместе с их постоянным композитором Ярославом Ежеком эмигрировали в США, где продолжали выступать среди чешской диаспоры, а также на чешском вещании радиостанции «Голос Америки». В 1945 году Верих, а в 1946 году Восковец вернулись на освобождённую родину и попытались возобновить прежнюю деятельность, однако в изменившихся условиях, особенно после прихода к власти коммунистов, эти попытки были обречены на неудачу, и в 1948 году Восковец эмигрировал вторично, уже навсегда, сперва во Францию, а с 1950 года вернулся в США, где, подозреваемый в симпатиях к коммунизму, провёл одиннадцать месяцев на острове Эллис, базе отсева иммигрантов, прежде чем был допущен в страну. В 1955 году он принял американское гражданство.
В эмиграции Восковец снялся в 67 американских или британских фильмах, в основном в эпизодических ролях. Самыми известными из них стали один из присяжных в «12 разгневанных мужчинах» (1957) Сидни Люмета и адвокат обвиняемого в «Шпионе, пришедшем с холода» (1965). Активно выступал он и на театральной сцене.
Иржи Восковец скончался в эмиграции, но после Бархатной революции в Чехословакии его прах был перенесён на родину и перезахоронен на Ольшанском кладбище рядом с Верихом.
Внук художника Собеслава Пинкаса (1827—1901).

## Избранная фильмография

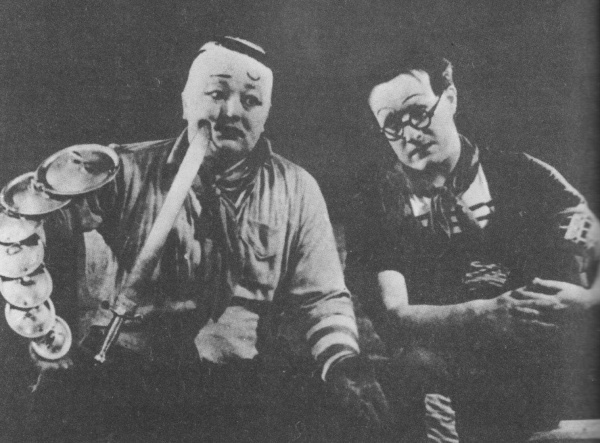
Ян Верих и Иржи Восковец (справа) на сцене в 1938 году

### В дуэте с Яном Верихом
- Порошок и бензин (Pudr a benzín, 1931)
- Деньги или жизнь (Peníze nebo život, 1932)
- У нас в Дуракове (U nás v Kocourkově, 1932)
- Эй-хо! (Hej rup!, 1934)
- Мир принадлежит нам  (Svět patří nám, 1937)

### После распада дуэта
- 12 разгневанных мужчин (12 Angry Men, 1957) — присяжный № 11, часовщик-эмигрант
- Бравадос (The Bravados, 1958) — Гус Стайммец
- Шпион, пришедший с холода (The Spy Who Came in from the Cold, 1965) — адвокат обвиняемого
- Бостонский душитель (The Boston Strangler, 1968) — Питер Хёркос
- Рождество (Nativity, 1978) — Святой Иоаким
- Где-то во времени (Somewhere in Time, 1980) — доктор Джеральд Финни